# Swan & Company
Swan & Company war ein britischer Händler und Hersteller von Automobilen.

## Unternehmensgeschichte
Das Unternehmen aus London vertrieb Fahrzeuge. 1906 begann die Produktion von Automobilen. Der Markenname lautete Salvo. Im gleichen Jahr endete die Produktion.

## Fahrzeuge
Das einzige Modell war der 24/30 HP. Ein Vierzylindermotor trieb das Fahrzeug an. Die Karosserieform Limousine ist überliefert, da ein solches Fahrzeug 1906 auf der Stanley Show präsentiert wurde.